# Crómlech de Eteneta
Los crómlech de Eteneta son un conjunto prehistórico llamativo y repetidamente fotografiado que destaca entre los múltiples yacimientos hallados en el monte Adarra.

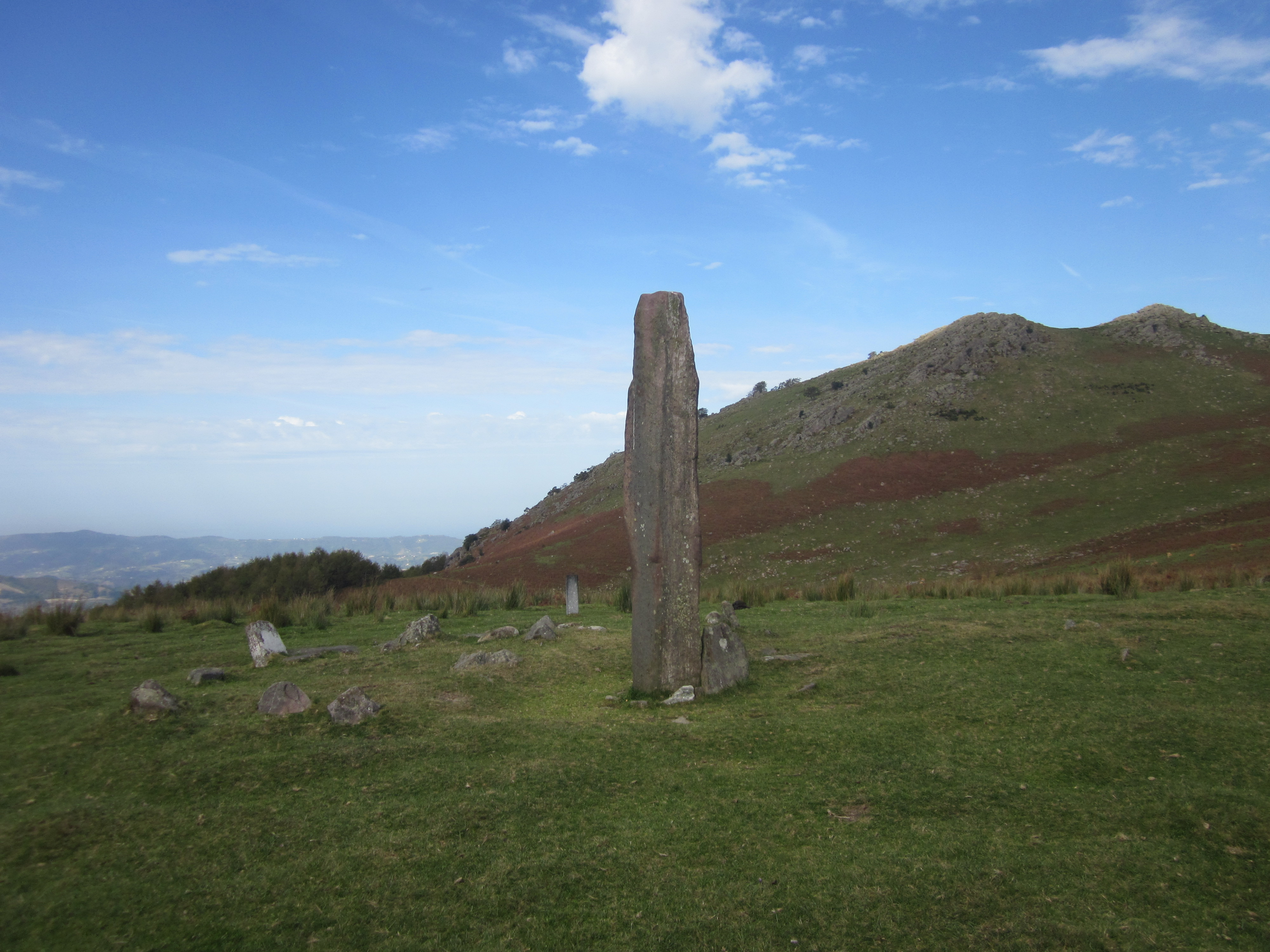
Menhir de Eteneta con el monte Adarra detrás.

## Localización
Se halla en un amplio collado entre los montes Adarra y Oindo, al sur del primero. El término municipal es el de la localidad de Urnieta, en el País Vasco. Se encuentra a 704 m sobre el nivel del mar. Las coordenadas son: longitud 01º 57´ 50´´; latitud 43º 12´ 01´´.

## Acceso
El acceso más fácil y directo se realiza siguiendo  el camino que rodea por el oeste el monte Adarra a partir del arroyo Mantale y llega hasta el mismo collado de Eteneta, donde se encuentra el monumento. 
También es accesible por el crómlech de Elurzulo.
Finalmente se puede llegar subiendo a la cima del Adarra y después bajando hacia el collado al que nos dirigimos, siendo visible el monumento.

## Descripción
Es un conjunto arqueológico compuesto de 2 crómlech y un menhir perteneciente a uno de ellos.

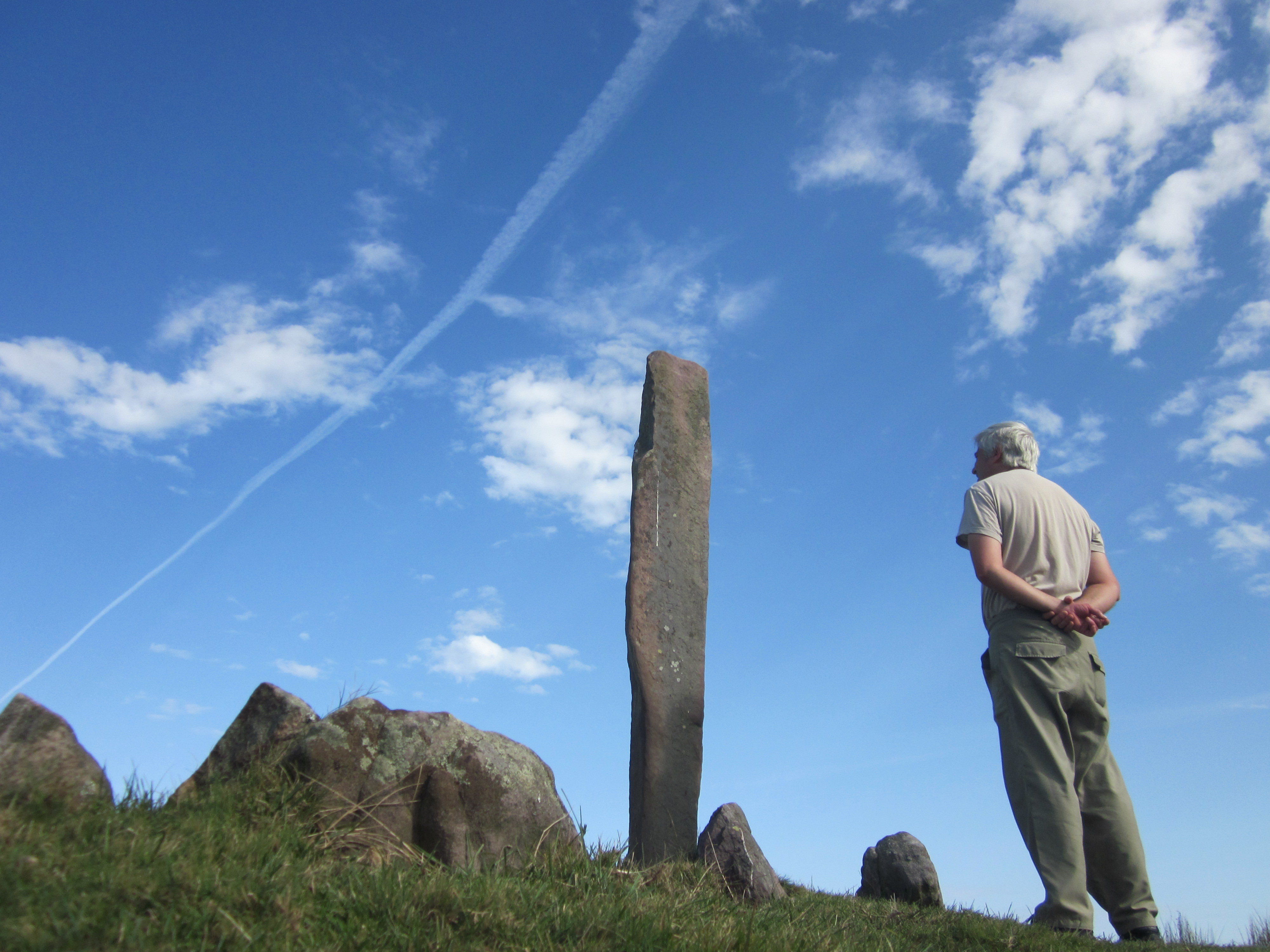
Menhir de gran altura en Eteneta.

El crómlech más grande tiene 4,50 m de diámetro y cuenta con muchos testigos de una altura máxima de 0,45 m aunque uno de ellos corresponde al llamado "menhir de Eteneta" con más de 2 m de altura, añadiéndose un metro más enterrado bajo tierra.
El otro crómlech tiene 2,70 m de diámetro y está compuesto por 24 testigos que no superan los 0,37 m de altura.

## Historia
Datan de la Edad del Hierro. Fue Luis Peña Basurto quien descubrió en 1951 los dos crómlech mientras que el monolito o menhir grande debe su descubrimiento a Jesús Altuna y Koro Mariezkurrena en 1978, encontrándoselo tendido en el suelo cubierto de hierba y maleza, y poniéndolo en vertical posteriormente.

## Materiales
Areniscas del terreno.